# Josa nigrifrons
Josa nigrifrons är en spindelart som först beskrevs av Simon 1897.  Josa nigrifrons ingår i släktet Josa och familjen spökspindlar. Inga underarter finns listade i Catalogue of Life.